# Farmakológia
A farmakológia, azaz gyógyszertan vagy gyógyszerhatástan az orvoslás (medicina) és gyógyszerészet (farmácia) alaptudománya, amely az élő rendszerek és a működésüket befolyásoló anyagok (farmakonok) kölcsönhatásaival foglalkozik. Szűkebb értelemben emberi és állati betegségek gyógyítására alkalmas vegyületekkel foglalkozó alap- és klinikai tudomány. A farmakológia folyamatosan fejlődő, dinamikus tudomány, amely az ismeretek folyamatos bővülése miatt, szükségszerűen magával hozta a gyógyszertan szakterületekre tagozódását, melyek közül ma a legmeghatározóbbak: farmakodinámia, farmakokinetika, kísérletes gyógyszertan, klinikai farmakológia, toxikológia, farmakogenomika.
A farmakológia elnevezés a görög farmakon (gyógyszer); logosz (általános törvényszerűség) szavakból származik, és a gyógyszerekkel foglalkozó tudományt jelenti. A gyógyszerhatástan, gyógyszertan, farmakológia szavak ugyanazt a fogalmat takarják. A magyar szakirodalom mindhármat egymással egyenértékűként használja.

## A farmakológia tárgya
A farmakológia olyan anyagokat vizsgál amelyek képesek az élő rendszerekkel kapcsolatba lépni, kötődve azok regulátor molekuláihoz, aktiválva vagy gátolva a szervezet normál folyamatait. A farmakonok és a szervezetet felépítő molekulák között létrejövő kapcsolat kémiai természetű, amely interakciókra a fizikai kémia és a kémia törvényei érvényesek. A farmakológia első megközelítésben főleg állatkísérletekben, majd kontrollált klinikai körülmények között megállapítja az elérni kívánt terápiás hatáshoz szükséges minimális gyógyszeradagot (dózist) és annak ismételhető gyakoriságát. Vizsgálja a terápiás hatással vagy attól függetlenül fellépő, nemkívánatos tüneteket, mint mellékhatásokat. Elemzi a gyógyszer sorsát a szervezetben, valamint annak kiürülési sebességét. Minden szervre kiterjedően megvizsgálja a szer terápiás szint feletti, a szervezetet terhelő mérgező (toxikus) hatását, kiterjesztve azokat az esetleges rákkeltő vagy embriót károsító (teratogén) hatásokra is. A gyógyszerhatástan tárgykörébe tartozik azoknak a külső és a szervezeten belüli tényezőknek a vizsgálata, amelyek a gyógyszerhatást módosíthatják és amelyeknek következtében a hatás individuális eltéréseket eredményezhet. Mivel egyre több bizonyíték utal a genetikai különbségek fontos szerepére, ezért a vizsgálatok körébe bevonja a gyógyszerhatások örökölhető variabilitásának elemzését is. A gyógyszeres terápia során a beteg szervezete több gyógyszerrel is találkozhat, ezért a farmakológia fokozott figyelemmel elemzi a különböző hatóanyagok interakcióját.

## A farmakológia fejlődésének mérföldkövei
A gyógyszeres terápia fejlődése két, egymástól látványosan elkülönülő korszakra osztható. Az első korszak az őskortól kiindulva a 19. század elejéig tartó periódus amelyre a természetben fellelhető gyógynövények és ásványi anyagok tapasztalati úton szerzett gyógyító hatásának alkalmazása volt a jellemző. A második szakasz, a napjainkat is magába foglaló periódus, amelyre a kizárólag tudományos alapokra támaszkodó kísérletes farmakológia alkalmazása a jellemző. Ezért gyógyszertanról, mint tudományról csak a 19. század elejétől beszélhetünk. A második szakaszban a természetben talált hatóanyagok, mint gyógyszerforrások elvesztették a jelentőségüket és átadták a helyüket a szerves kémiai szintézissel előállított vegyületeknek amelyeket napjainkban biotechnológiai módszerekkel elöállított termékek egészítenek ki.

### A kezdetek
Már az ősember is használt gyógynövényeket vagy más nem növényi eredetű anyagokat, amelyek használata során hánytató, hashajtó, vérzéscsillapító, bódító, izgató, fájdalomcsillapító hatást ért el. De az első következetesen használt és a mai napig alkalmazott, farmakológiai hatást kiváltó szerek a nyílmérgek voltak. Már az ősi időkben történtek próbálkozások a hatóanyagok kivonására, koncentrálására teák, főzetek, forrázatok alkalmazásával de az azokban rejlő gyógyító hatást természetfeletti okokra vezették vissza. Gyakran misztikus szertartással kombinálva vélték erősíteni az alkalmazott gyógyszer hatását. A ránk maradt első írásos feljegyzések az ókori nagy kultúrákhoz köthetők. Az egyik legrégebbi, gyógyszerként használt szer a ricinusolaj, amelyet, mint hashajtót az óegyiptomi, ún. Ebers-papiruszok említenek.

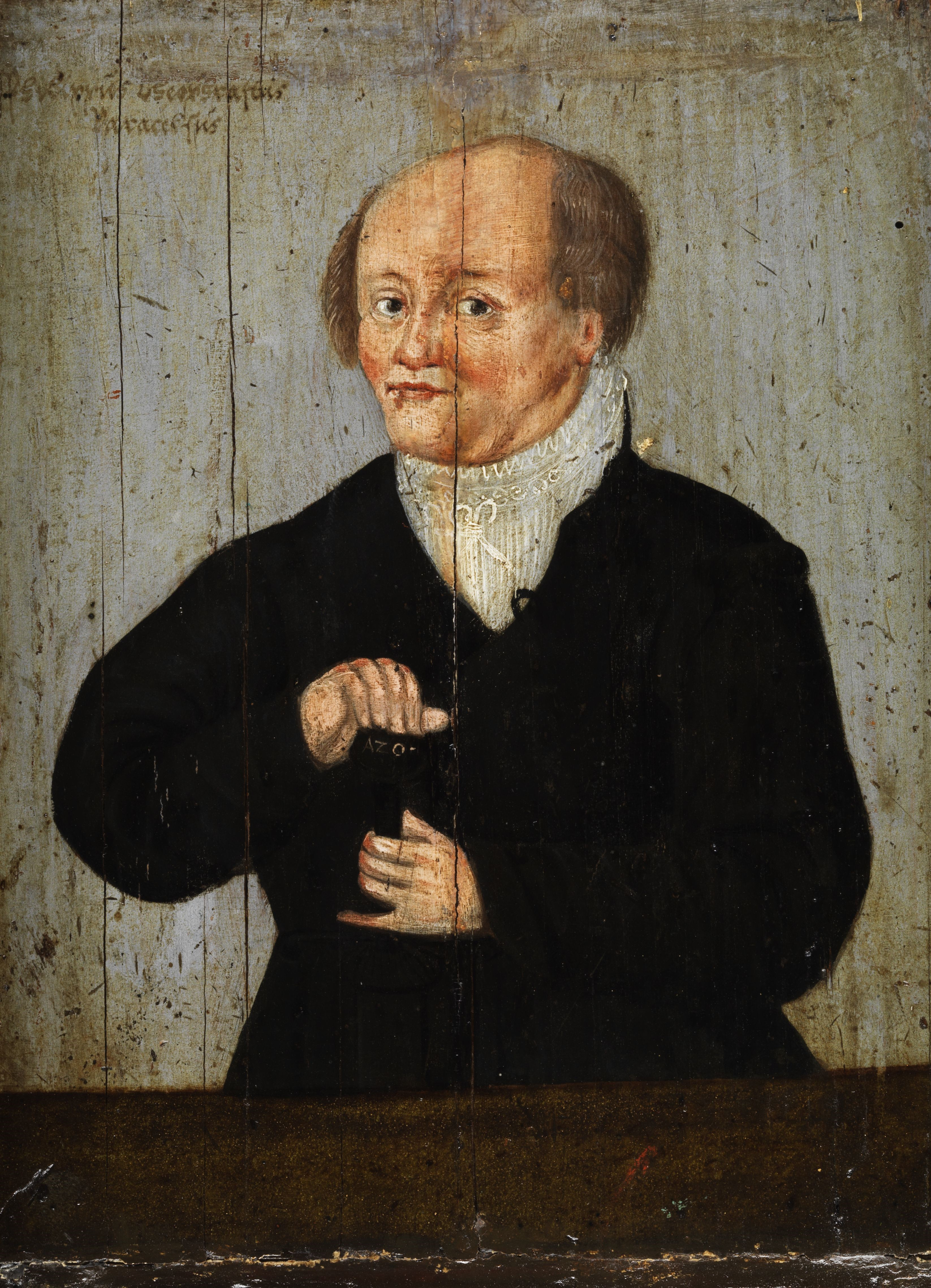
Philippus Theophrastus Paracelsus

A gyógyszeres terápia európai fejlődése Görögországban Hippokratész munkásságával kezdődött az egyiptomi és indiai empíriából származó ismeretek rendszerezésével. A továbbiakban a római Galénosz által a Galenicá-ban összefoglalt irányelvek alapján folyt a gyógyszeres gyógyítás melyeket szinte változatlan formában egészen a 15-16. századig alkalmaztak illetve tanítottak. Bár a gyógyszerek hatásmechanizmusa az orvosokat még nem érdekelte de a növényi drogok kivonatait már igyekeztek a hatásukkal ellentétes betegségtünetekre alkalmazni (székrekedésre hashajtót; hasmenés esetén obstipáló szert). A Római Birodalom romjain kialakuló középkori államok misztikus vallásossága nem kedvezett a tudományos fejlődésnek és benne a medicina fejlődésének sem. Galénosz gyógyszeres terápiára vonatkozó tanait a 13. század után sorra alakuló európai egyetemek orvos fakultásai az egyház védelme alatt álló dogmaként tanították. Ennek ellenére babonás tanok is elterjedtek, melyben többek között a gyógyszerhatást kapcsolatba hozták a csillagok állásával is. Ebben az időszakban a természetben található gyógyszerkincs gazdagításához hozzájárultak az alkimisták, akik a bölcsek kövének kutatása közben, mintegy melléktermékként sok, a gyógyításban használt új vegyülettel gazdagították a medicinát.
Figyelemre méltó előrehaladást és egyben szemléletbeli változást hozott Paracelsus (1493–1541) orvos-kémikus fellépése aki a tapasztalat fontosságát hangsúlyozta a korábbi skolasztikával szemben. Ő vetette fel először, hogy a szervezet kémiai folyamatainak zavarát kémiai anyagokkal kell befolyásolni. A kémiai folyamatok felismerése a szervezet működésében és az a nézet, hogy ezeket a folyamatokat kívülről beadott vegyületekkel befolyásolni lehet, egy óriási előrelépés és jelentős szemléletváltás volt a gyógyszeres terápiában. Paracelsus az úgynevezett allopátia irányzatában a legdrasztikusabb kezelésektől, közel toxikus dózisú mérgek (arzén, higany) alkalmazásától sem riadt vissza. Az általa vallott nézetek egészen a 18. század végéig az orvoslás meghatározó irányelvei maradtak. Ma az orvos- és gyógyszerésztudomány Paracelsust a jatrokémia megalapítójának tekinti.

### A modern farmakológia megjelenése

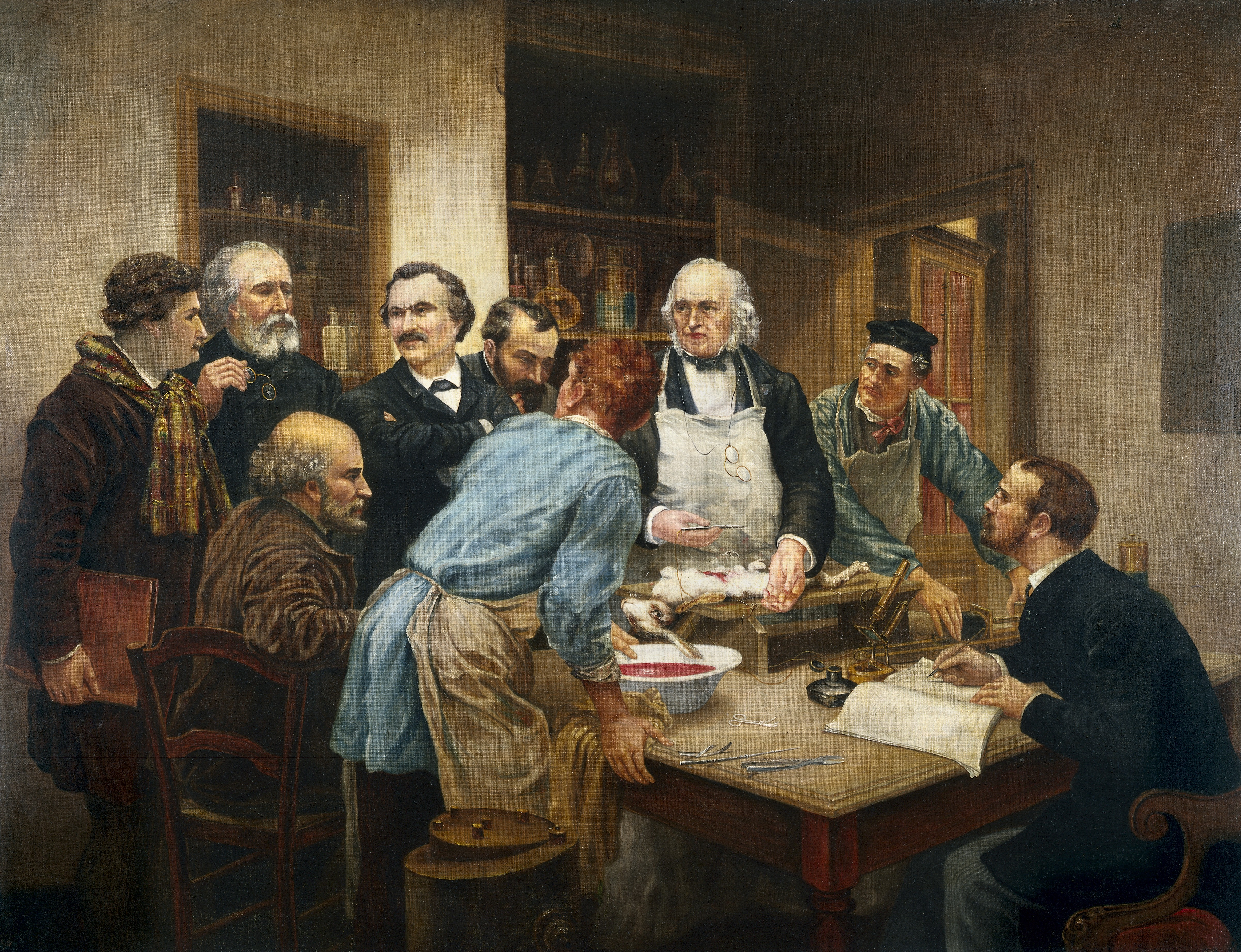
Claude Bernard tanítványai körében (olajfestmény)

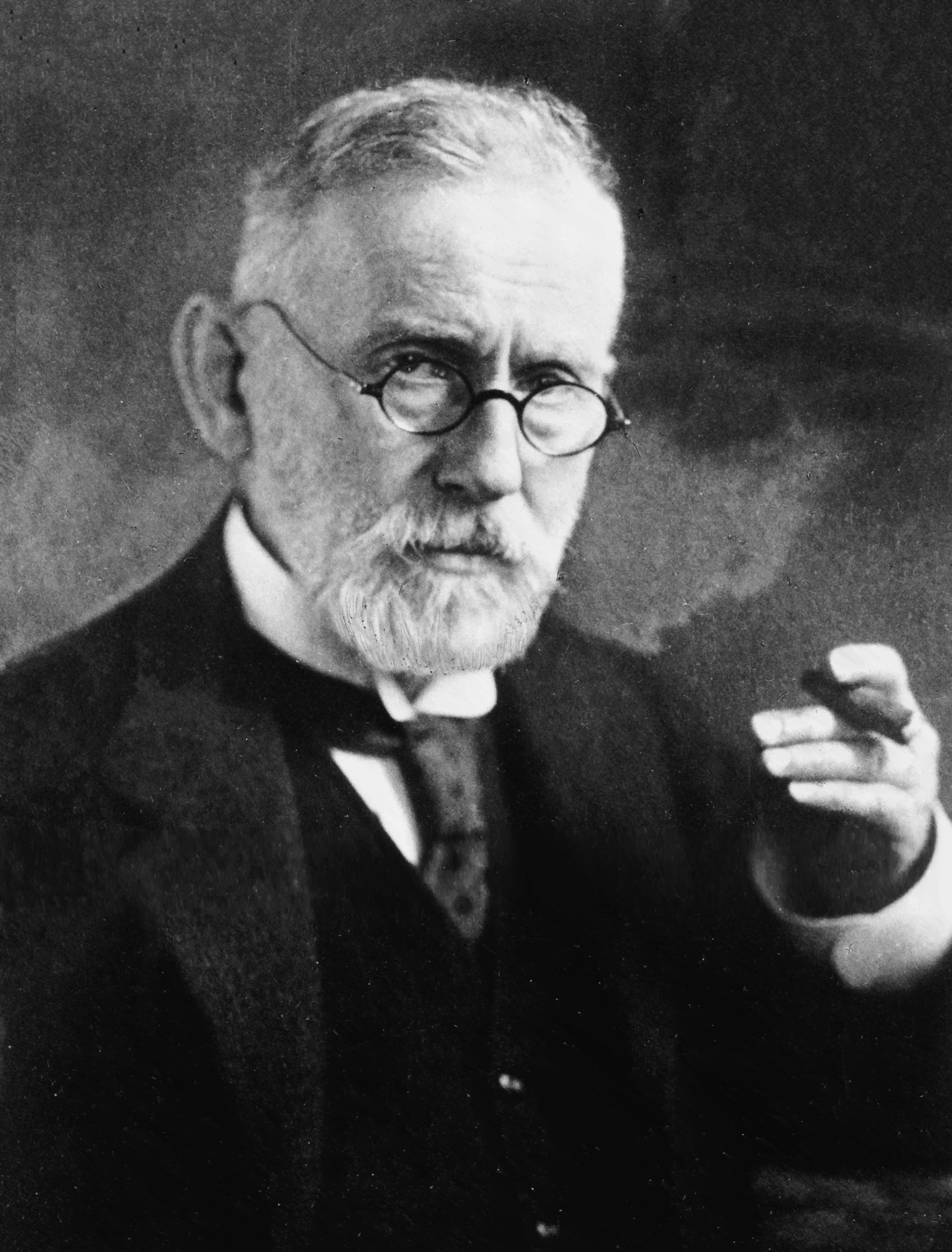
Paul Ehrlich a kemoterápia megteremtője

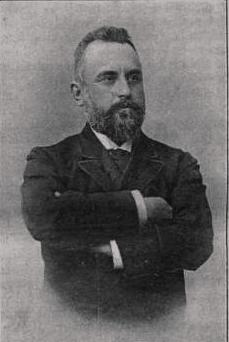
Hőgyes Endre 1892-ben (Ellinger Ede felvétele)

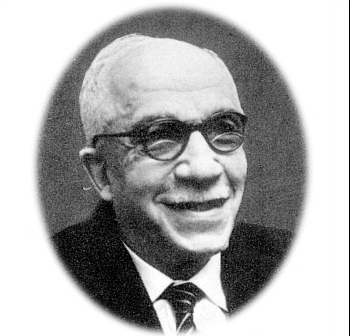
Issekutz Béla időskori arcképe a Szegedi Tudományegyetem Könyvtára gyűjteményéből

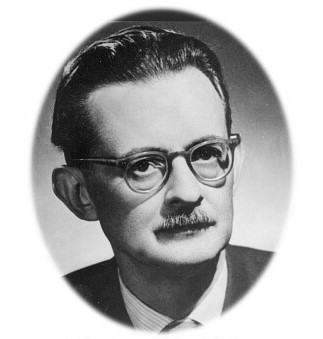
Jancsó Miklós arcképe a Szegedi Tudományegyetem EK gyűjteményéből

A gyógyszertan további fejlődéséhez és a hatásmechanizmusok megértéséhez az egészséges szervezet élettani és biokémiai működésének alapos megismerésére volt szükség. Ez a feltétel a 18. század végétől az experimentális fiziológia megjelenésével vált valóra. Az első egzakt farmakológiai analízist a kuráré nevű nyílméreg hatásmechanizmusának kísérletes vizsgálatával 1850-ben Claude Bernard (1813–1878) végezte el. Ma őt tekintjük a kísérletes farmakológia megalapítójának. Claude Bernard óta a farmakológiai kutatás állatkísérletekben, majd később emberen az adott gyógyszer hatásának regisztrálását, kvantitatív mérését és hatásmódjának pontos elemzését jelenti. Az 1840-es évek körül Dorpatban (ma Tartu, Észtország) Rudolf Buchheim megalapította az első önálló farmakológiai intézetet. Eleinte a gyógyszereket elsősorban kémiai és nem farmakológiai tulajdonságuk alapján csoportosították. Az első orvosoknak szánt farmakológiai tankönyvet 1910 körül Hans Horst Meyer és Rudolf Gottlieb írja amelyben már élettani és kórtani szempontok szerint, valamint egyes szervrendszerekre gyakorolt hatásuk alapján csoportosították a gyógyszereket. A 21. század ismereteihez igazítva, ezt a beosztást alkalmazzák a mai farmakológia tankönyvek is. Óriási áttörést hozott a farmakológiai kutatásban Sydney Ringer brit származású orvos-farmakológus azon felismerése, hogy kísérleti állatok szerveit közel fiziológiás körülmények között, izotóniás tápoldatban (Ringer-oldat) tartva, órákon át életben és működésben lehet tartani. Ezek az izolált szervkészítmények (izolált békaszív, izolált bél, méh vagy izom) farmakonokkal kezelve működés közben közvetlenül tanulmányozhatók voltak.

### A huszadik század
A 20. század elején Paul Ehrlich megteremti a kemoterápiát, vagyis azt a tudományágat amelyben a hatóanyagok már nemcsak az emberre, hanem szelektíven a kórokozókra is kifejtik hatásukat. Ugyancsak Ehrlich vetette fel elsőként, hogy a gyógyszerek biológiai hatásának kifejtéséhez azoknak a szervezetben egy specifikus receptorhoz kell kötődniük, megalkotva ezzel a ma is elfogadott receptor elméletet. A gyógyszertan tudományának a 20. századi rendkívül gyors fejlődését a háttér- és társtudományok, az experimentális élet- és kórélettan, a szerves kémiai szintézis, a biokémia, a genetika, genomika, a méréstechnika és végül napjainkban az informatika gyors fejlődése tette lehetővé. Az utóbbi évtizedekben látványos változás tapasztalható a farmakológiai kutatás számára szállított hatóanyagok előállításában. Míg korábban a gyógyszerek kizárólagos forrásai természetes anyagok és szintetikus kémia vegyületek voltak, addig az utóbbi években egyre nagyobb jelentőségre tesznek szert a géntechnológiai eljárásokkal és más biotechnológiai módszerekkel előállított gyógyszer hatóanyagok. Ezekben az eljárásokban a humán peptidek és proteinek génjeit építik be baktériumokba, gombákba vagy sejttenyészetekben felszaporított emlőssejtekbe, mint biológiai gyárakba. A mai gyógyszerek fejlesztésében egyre nagyobb szerepet játszik a genomikus gyógyszer tervezés, amelyhez már számítógépes in silico molekulatervezést alkalmaznak.

### A farmakológia Magyarországon
Hazánkban a gyógyszertan első egyetemi tanárai a 18. század végén, illetve a 19. század elején Prandt Ádám Ignác, Stipsics Ferdinánd Gáspár és Gebhardt Ferenc voltak. A tudományos igényességű állatkísérletes farmakológia a 19. század második felében Balogh Kálmánnal (1833–1888) vette kezdetét. Legkiemelkedőbb művelői közé a kórélettanban is jelentős eredményeket elérő Hőgyes Endre (1847–1906) és a toxikológiával is foglalkozó Bókay Árpád (1858–1949) tartozott. Az experimentális farmakológia fejlesztésében Vámossy Zoltánnak és a narkózis lipid teóriájával nemzetközi elismerésre is szert tevő Mansfeld Gézának (1882–1947) volt jelentős szerepe. A magyar gyógyszerkutatásnak, a kémiai szerkezet és a gyógyszerhatás közötti összefüggés korszerű analízisének tudományos megalapozása hazánkban id. Issekutz Béla nevéhez fűződik aki a gyógyszerszertan szinte összes területén aktívan dolgozott és munkássága elválaszthatatlan a hazai gyógyszeripar fejlődésétől. Tanítványainak egyike a magyar farmakológiai és kórélettani kutatás legendás alakja ifj. Jancsó Miklós aki a gyulladás, véralvadás, kemoterápia, fájdalomérző receptorok vizsgálatában ért el nemzetközi szintű eredményeket.

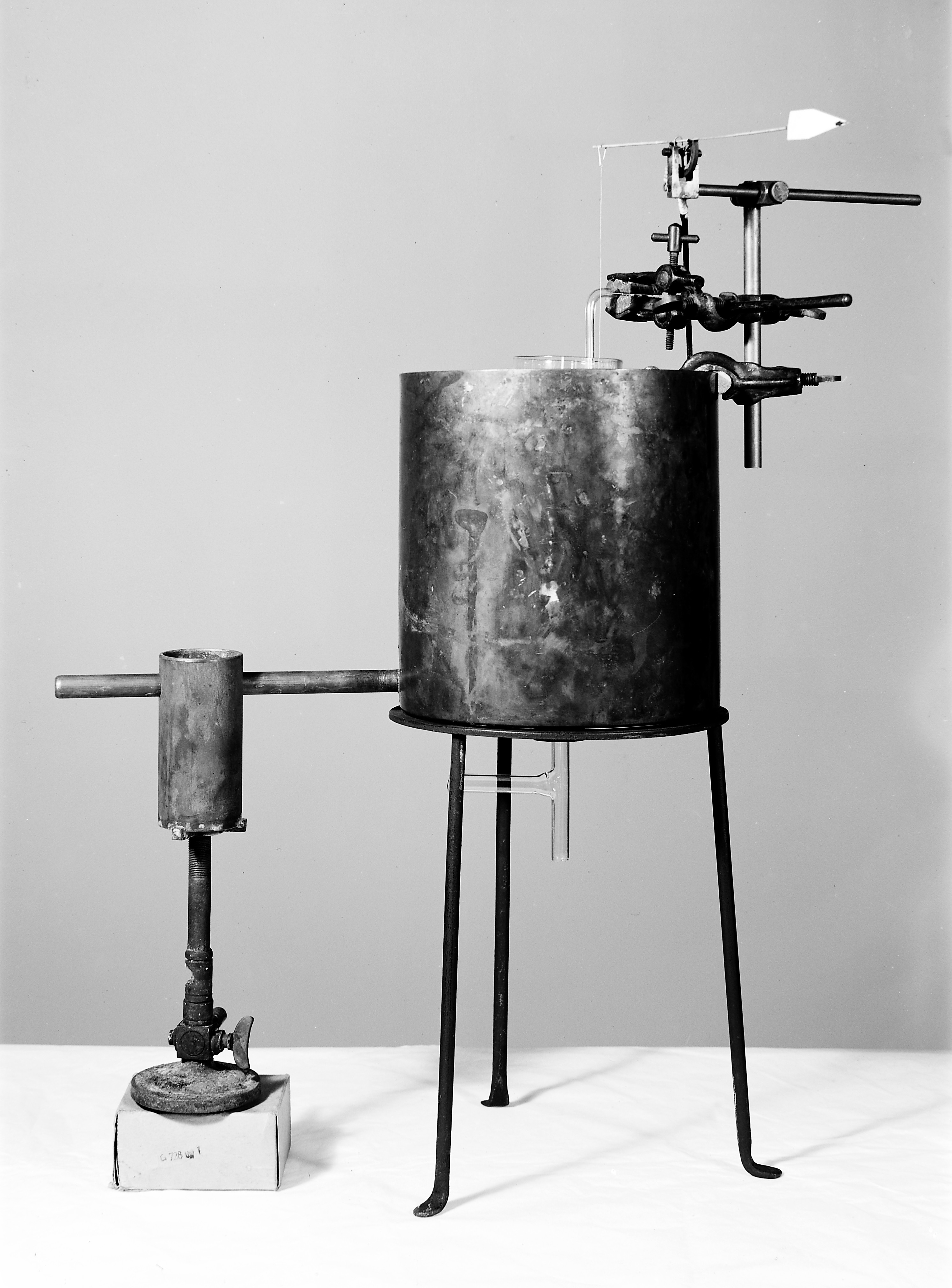
Izolált szervek vizsgálatához használt berendezés a kísérleti farmakológia hőskorából.

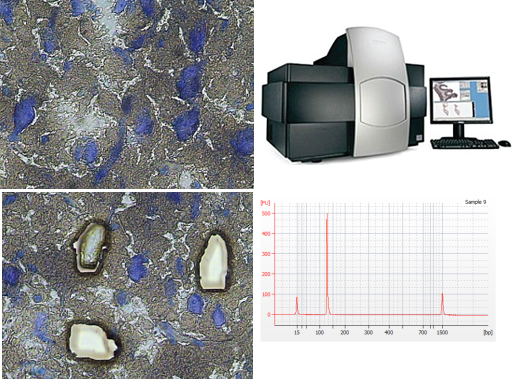
A ma használt kísérleti eszközök egyike, egy lézer késes mikroszkóp, amellyel egyedi sejteket lehet kivágni (a képen agyszövetből). A kivágott sejt mRNS szintjéből és összetételéből (génexpresszió) következtetni lehet arra, hogy a sejt hogyan reagált a gyógyszeres kezelésre.

A gyógyszeres terápia óriási utat tett meg a gyógyító sámánok, csodatevő varázslók növényi főzeteitől a korszerű, bizonyítékokon alapuló gyógyszeres terápiáig és aligha vitatható, hogy a higiénia, életmód vagy a táplálkozás mellett elsősorban a hatékony gyógyszerek racionális alkalmazásának köszönhető, hogy a születéskor várható átlagos élettartam a technikailag civilizált országokban a 20. század eleje óta megkétszereződött.

## A gyógyszertan a bizonyítékokon alapuló orvostudomány tükrében
A farmakológia jelentőségét az orvostudományban az adja, hogy az orvos gyógyító tevékenysége még ma is túlnyomórészt gyógyszeres beavatkozással történik amihez a farmakológia biztosít újabb, korszerűbb gyógyszereket. 
Korszerű gyógyszeres terápiát csak a bizonyítékokon alapuló orvostudomány szellemében lehet és szabad folytatni. A bizonyítékokon alapuló orvoslás és annak integrált részévé vált farmakológia elsősorban randomizált, kontrollált, szisztematikusan feldolgozott, laboratóriumi és klinikai vizsgálatok eredményeire épül. Sajnálatos módon, a modern technika számos más vívmányához hasonlóan a gyógyszerek is kétélű fegyverek. Többségük a kívánt terápiás hatás mellett fellépő enyhébb vagy súlyosabb nemkívánatos mellékhatással is rendelkezik. Ezért a beteg számára várható terápiás haszon és a vállalható kockázat arányának megítéléséhez az orvosnak és gyógyszerésznek alapos és beható farmakológiai ismeretekkel kell rendelkeznie.

## A farmakológia szakterületei
A gyógyszerhatástan fejlődésben lévő, dinamikus tudomány amely az ismeretek folyamatos bővülése miatt, más tudományterületekhez hasonlóan szükségszerűen magával hozta a farmakológia további szakterületekre tagozódását.

### Farmakodinámia
Farmakodinámia a gyógyszertannak az a szakterülete, amely elemzi a hatóanyagok terápiás célul kitűzött hatását. Vagyis azt vizsgálja, hogy a gyógyszer milyen farmakológiai hatásokat vált ki a célszervezeten, mint például: szívritmus változás, testhőmérséklet csökkenés, értágulat, stb. A hatásnak mérhetőnek vagy számértékben kifejezhető eseménynek kell lennie, amely magába foglalja a kiváltott hatás megismételhetőségét is. Farmakológiai hatásról csak akkor beszélünk, ha a gyógyszer molekula és a szervezet közötti kölcsönhatás kémiai jellegű interakció eredménye. A hatás helye lehet egy sejtorganellum vagy a sejt membránja, egy receptor, enzim vagy más makromolekula amelyhez a gyógyszer (ligand megjegyzés) kötődni tud. A farmakodinámia elemzi a szervezet válaszaként kapott nemkívánatos effektusokat is, amelyek gyógyszer-mellékhatásként ismertek. A farmakodinámia tárgykörébe tartozik az alkalmazott dózis és hatáserősség közötti összefüggéseknek elemzése valamint a hatóanyagok célpontjául szolgáló makromolekulák vagyis receptorok vizsgálata is.

### Farmakokinetika
Farmakokinetika a gyógyszertannak az a szakterülete, amely a hatóanyag sorsát követi a szervezetben. Vagyis azt vizsgálja, miképp hat a szervezet a bejutott gyógyszerre. A gyógyszer felszívódik, eloszlik, metabolikusan átalakul (lebomlik) és végül kiürül a szervezetből. A farmakokinetika tehát, a farmakon állapotváltozásainak törvényszerűségeit írja le a szervezet feltételei között. Ennek követése azért fontos, mert a farmakológiai hatás időbeli lefutása általában párhuzamos a célszerv hatóanyag-koncentrációjának változásával. Másként fogalmazva a hatás addig tart, amíg a hatóanyag jelen van. Ha gyorsan lebomlik vagy kiürül a szervezetből, aminek következtében a szer koncentrációja gyakorlatilag nullára csökken a célszervben, akkor az esetek ritka kivételeitől eltekintve a gyógyszer hatása megszűnik.

### Toxikológia
A toxikológia azaz méregtan feladata a mérgek szervezetre gyakorolt káros hatásainak elemzése. A szervezetbe jutó testidegen vegyületek (xenobiotikumok) a mennyiségüktől és hatáserősségüktől függően méregnek tekinthetők, még akkor is ha eredendően terápiás célból juttatják a beteg szervezetébe. Mivel a gyógyszerek is testidegen anyagok, ezért egyben mérgeknek is kell tekintenünk őket. Egy gyógyszernek fejlesztett hatóanyagról nemcsak azt kell bizonyítani, hogy gyógyításra alkalmas hatású vegyület, hanem azt is, hogy terápiás dózisban alkalmazva (viszonylag) ártalmatlan. Továbbá azt is vizsgálni kell, hogy nemkívánatos, véletlenszerű túladagolás esetén milyen rövidtávú vagy maradandó károsodások érik a szervezetet. A vizsgálatok kiterjednek a gyógyszermérgezések terápiájának tanulmányozására is. A toxikológiai vizsgálatokkal szerzett ismeretekkel lehet megbecsülni, hogy a szer emberen történő alkalmazása biztonságos lesz-e. Ezért ezeket a vizsgálatokat gyógyszerbiztonsági vizsgálatoknak is nevezik.

### Klinikai farmakológia
A klinikai farmakológia klinikai körülmények között alkalmazott gyógyszerhatástan. Másként fogalmazva, a farmakológiának az a szakterülete amely emberen végzett gyógyszertani vizsgálatokat végez, kontrollált klinikai környezetben, szigorú jogi szabályozás mellett. Alapvető célja új gyógyszerek fejlesztése. A gyógyszerkutatásnak az a lépcsőfoka, ahol egy hatóanyag a kutatása során potenciálisan gyógyszerjelöltté válik. A klinikai farmakológia választ keres arra a kérdésre, hogy milyen folyamatok zajlanak le a szervezetben a gyógyszer beadásától kezdődően a klinikai hatások kialakulásáig bezáróan és hogyan hat az emberi szervezet a vizsgálati anyagra. Az emberen végzett kísérletekből adódóan speciális feladatok megoldása is szükségessé válik a klinikai tesztekhez, mint az etikai engedélyek beszerzése, a vizsgálatokba bevont egészséges és beteg önkéntesek toborzása, felvilágosítása vagy érdekvédelme vagy az esetlesen fellépő mellékhatások következményeinek elhárítása. A vizsgálatok jogi hátterének és az érvényben levő ajánlásoknak (Helsinki Deklaráció, ICH-GCP, Európai Parlament és Tanács Irányelve) ismerete is fontos része a klinikai farmakológiának.

### Farmakogenomika
A farmakogenomika a gyógyszertan legfiatalabb és jelenleg talán legdinamikusabban fejlődő szakterülete. E terület a hatástan és a genomika, bioinformatikai eszközöket is felhasználó összefonódásának eredménye. Megértéséhez abból a közismert tapasztalatból kell kiindulni, hogy a még a legjobb gyógyszereink is hatástalannak bizonyulnak egyes betegeknél, és olykor mellékhatásaik tekintetében is szélsőséges eltérések mutatkoznak. Ezeket az egyedi különbségeket a szer farmakodinámiájában vagy farmakokinetikájában kell keresni. Másként fogalmazva, valahol a szer felszívódásában, eloszlásában, a receptorral való interakciójában vagy esetleg a lebomlásában, kiürülésében keresendő a probléma oka. Ezen folyamatok mögött fehérjék, enzimek állnak, amelyek ily módon kapcsolatba hozhatók a genommal. Vagyis az egyedi különbségek genetikai okokra vezethetők vissza. A hatástani különbségek genetikai kapcsolatával, valamint a genetikai különbségek elemzésével foglalkozik a farmakogenomika. A különbségek (polimorfizmus) legtöbbször rejtettek az egyén számára, a mindennapi életben nem okoznak problémát és csak a kérdéses gyógyszer alkalmazásakor szembesül vele a beteg és kezelőorvosa. Ritkább esetekben előfordul, hogy a hatástani különbség együtt jár más, fenotipikusan észlelhető különbséggel vagy bizonyos betegségekre való hajlamban mutatkozó eltérésekkel. A farmakogenomikai kutatások egyik célja a gyógyszermellékhatásokkal kapcsolatba hozható halálesetek vagy egészségkárosodást okozó mellékhatások számának radikális csökkentése. A másik cél a gyógyszerek hatékonyságának és azok mellékhatásainak előre történő valószínűsítése (jóslása, becslése) a beteg genomjának ismeretében és a beteg személyére szabott gyógyszeres terápia kifejlesztése. Továbbá új gyógyszertargetek felkutatása genomikai alapon, illetve a kutatásra, tesztelésre, ellenőrzésre fordított költségek csökkentése és a vizsgálati idő lerövidítése.

A farmakogenomika dinamikus fejlődését látva szinte lehetetlen nem kilépni a tudomány holdudvarából és figyelmen kívül hagyni a háttérben meghúzódó gazdasági és anyagi mozgatóerőket, érdekeltségeket amelyek hozzájárulnak e szakterület intenzív fejlődéséhez. A beteget leszámítva a nagy egészségbiztosító rendszerek lehetnek a fejlődés haszonélvezői, amelyek jelentős érdeklődést mutatnak a farmakogenomikai eljárások széles körű bevezetése iránt és ezért hatalmas pénzösszegek áramlanak a terület kutatásának ösztönzésére. Ez a folyamat láncreakcióban generálja a genetikai tesztek elvégzéséhez szükséges reagensek és műszerek fejlesztését.

## A farmakológia kapcsolata más tudományterületekkel
A farmakológia kizárólagos módon csak a hatóanyagok hatástani elemzésével foglalkozik. A hatóanyagok előállítása, szintézise vagy természetes eredetű forrásokból történő előállítása nem tárgya a farmakológiának. A hatástani elemzés után a hatóanyagok gyógyszerré formálása ugyancsak nem a feladata. Ezekkel a tárgykörökkel a gyógyszerészettudomány három másik szakterülete foglalkozik.

### Farmakognózia

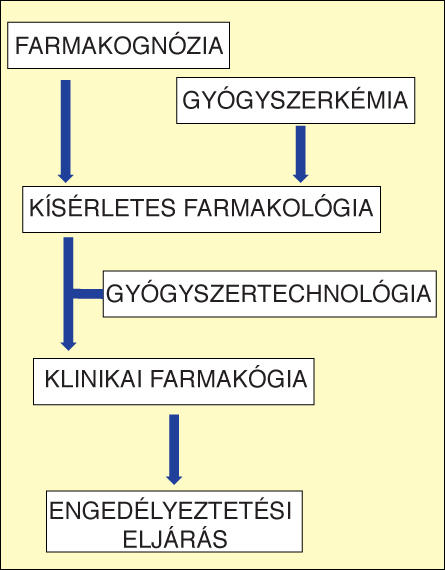
A farmakológia kapcsolata más gyógyszerészi szakterületekkel a gyógyszerfejlesztés folyamatában

Hosszú időn keresztül szinte csak a természetes eredetű (növényi, állati) hatóanyagok voltak a gyógyszertani vizsgálatok egyedüli forrásai, amelyet a farmakognózia, mint önálló tudomány szolgáltatott a gyógyszertannak. A szintetikus vegyületek megjelenése ugyan, kissé háttérbe szorította ezeket a hatóanyag forrásokat de az utóbbi évtizedekben a farmakognózia egyre intenzívebben alkalmaz biotechnológiai eljárásokat hatóanyagok forrásául. Biokémiai, növényélettani, mikrobiológiai és műszaki tudományok integrálásával létrehozott eljárásokban makro- és mikroorganizmusok, sejt- és szövettenyészetek felhasználásával állítanak elő új hatóanyagokat.

### Gyógyszerészi kémia (gyógyszerkémia)
A gyógyszerkémia vagy farmakokémia tudománya a gyógyszermolekulák szintézisével, azok kémiai analízisével foglalkozik és szolgáltat új vegyületeket a gyógyszertani vizsgálatokhoz.

### Gyógyszertechnológia
A gyógyszertan által vizsgált hatóanyagok, mint tiszta vegyületek önmagukban még nem alkalmasak arra, hogy gyógyszerként betegen alkalmazzák őket, tehát még nem forgalomba hozható gyógyszerkészítmények. A hatóanyagokat megfelelő segédanyagok felhasználásával gyógyszerformákká (tabletta, kúp, infúzió, kenőcs) kell alakítani ezzel lehetővé téve azt, hogy a kezelés helyéről (beviteli kapuktól) felszívódjanak és eljussanak a hatóanyag támadáspontjához. A hatóanyagok gyógyszerkészítményekké formálása nem tárgya a farmakológiának, azzal a gyógyszertechnológia foglalkozik. A gyógyszertechnológia bekapcsolódása a gyógyszerkutatás és fejlesztés folyamatába a preklinikai szakasztól kezdődik amely pontnál a hatóanyagot már valamilyen készítmény formájában kell a beteg szervezetébe juttatni.

## A gyógyszerek hatástani besorolása
Az orvos- és gyógyszerészképzés, a kutatás valamint a különböző célokat szolgáló statisztikai feldolgozások szükségessé teszik az orvosi gyakorlatban használatos gyógyszerek rendszerezését, csoportosítását. A felhasználási területtől függően többféle csoportosítás létezik, amelyek közül három tipikus forma érdemel említést. 
Az egyik, a WHO által rendszeresített osztályozás, ami egy anatómiai, terápiás, kémiai alapon nyugvó rendszer (Anatomical Therapeutic Chemical, ATC) amely főleg a gyógyszerek használatának statisztikai feldolgozást könnyíti meg. A gyógyszerkémiai kutatás és oktatás érthető módon a gyógyszermolekulák kémiai szerkezetén alapuló rendszerezést preferálja. Végül a harmadik, az orvos- és gyógyszerészképzés szempontjait figyelembe vevő hatástani csoportosítás, amely egyben a farmakológiai kutatást is szolgálja. Ez utóbbi rendszeresen bővül és kiegészül. Mivel a gyógyszerek gyakran többféle terápiás hatással is rendelkeznek, ezért az egyes hatástani kategóriák között értelemszerűen átfedések lehetnek. 

Az alábbi csoportosítás az orvos- és gyógyszerészképzésben rendszeresített tankönyvek hatástani besorolásán alapszik.

### A vegetatív idegrendszerre ható gyógyszerek
- A kolinerg transzmissziót fokozó szerek (kolinomimetikumok)
- A kolinerg transzmissziót gátló szerek
- Adrenerg transzmissziót fokozó szerek (szimpatomimetikumok)
- Adrenerg transzmissziót gátló szerek (szimpatolitikumok)
- NANK transzmisszióra ható szerek

### A szívre, keringésre érrendszerre ható gyógyszerek
- A magas vérnyomás gyógyszerei (antihipertenzív szerek)
- Ischaemiás szívbetegségben használt gyógyszerek
- Perifériás és agyi keringésfokozók
- Szívelégtelenségben alkalmazott szerek
- Antihiperlipidémiás szerek
- Antiaritmiás szerek

### A veseműködésre és vizeletürítésre ható gyógyszerek
- Diuretikumok
- Antidiuretikumok

### A légzőrendszerre ható gyógyszerek
- Az asthma bronchiale gyógyszerei
- Köhögéscsillapítók
- Köptetők (expectoransok)

### Sima- és harántcsíkolt izmok működését befolyásoló gyógyszerek
- A simaizmok működését befolyásoló szerek
- Centrális támadáspontú harántcsíkolt izmok működését befolyásoló szerek
- Perifériás támadáspontú harántcsíkolt izmok működését befolyásoló szerek

### A központi idegrendszer gyógyszerei
- Nyugtatók, altatók és szorongáscsökkentő szerek. Alkohol
- Antiepileptikumok
- Általános érzéstelenítők
- Helyi érzéstelenítők
- Neurodegeneratív betegségek gyógyszerei
- Antipszichotikus hatású szerek (neuroleptikumok)
- Antidepresszánsok és antimániás szerek
- Opioidok (agonisták, antagonisták)
- Élvezeti szerek
- A táplálékfelvételt szabályozó szerek

### A vérképzésre és véralvadásra ható gyógyszerek
- A vérképzésre ható szerek
- A véralvadásra ható szerek

### Az emésztőrendszer gyógyszerei
- Gyomor- és nyombélfekély gyógyszerei
- Az emésztésre, májra, epeműködésre ható gyógyszerek
- Hashajtó, hasmenést gátló szerek
- Hánytatók, hányáscsillapítók és prokinetikus szerek
- Gyulladásos bélbetegségekben alkalmazott gyógyszerek

### Vitaminok
- Zsíroldékony vitaminok
- Vízoldékony vitaminok

### Agyulladásgyógyszerei és a helyi hormonok
- Nem-szteroid gyulladásgátlók, nem-opioid fájdalomcsillapítók, antireumatikumok és köszvényellenes szerek
- Helyi hormonok farmakológiája (autakoidok)

### Az endokrin rendszer gyógyszerei
- Az adenohypophysis hormonjai és a termelésüket reguláló hypothalamicus hormonok
- Pajzsmirigyhormonok és antitireoid anyagok
- Mellékvesekéreg-hormonok és antagonistáik
- Az ivarszervek gyógyszertana és a szexuális aktivitást befolyásoló szerek
- A szénhidrát-anyagcsere gyógyszertana
- A kalcium- és csontanyagcserére ható gyógyszerek

### Antimikrobás kemoterápia gyógyszerei
- Baktériumellenes szerek
- Vírusellenes szerek
- Gombaellenes szerek
- Fertőtlenítők

### Parazitafertőzések gyógyszerei
- Protozoon-ellenes szerek szerek
- Féreg és rovarellenes szerek

### Azimmunrendszertbefolyásoló szerek
- Immunszupresszív szerek
- Immunomodulátorok

### Daganatos megbetegedésekgyógyszerei
- Citotoxikus gyógyszerek
- A sejtproliferáció szabályozását módosító gyógyszerek
- Antimetasztatikus hatóanyagok és neovascularizációt gátló szerek
- A daganatos betegek életminőségét javító gyógyszerek